# NGC 1075
NGC 1075 je galaksija u zviježđu Kit.

## Vanjske poveznice
- SEDS: NGC 1075